# Charley Pride
Charley Pride (ur. 18 marca 1934 w Sledge, zm. 12 grudnia 2020 w Dallas) – amerykański gitarzysta i piosenkarz country.

## Życiorys
Urodził się 18 marca 1934 roku. Mając 14 lat kupił gitarę i zaczął się uczyć grać, słuchając muzyki w radiu. Dwa lata później zainteresował się z baseballem i wstąpił do Negro American League, grając z drużyną Memphis Red Sox. Następnie wstąpił do amerykańskiej armii, gdzie służył przez dwa lata. Po zwolnieniu podejmował próby powrotu do baseballu, jednak – ze względu na odniesioną wcześniej kontuzję – okazało się to bezskuteczne oraz przyczyniło do poświęcenia się karierze muzycznej.
Od 1956 roku był mężem Rozene Cohran, z tego związku ma troje dzieci. Posiada swoją gwiazdę na Hollywoodzkiej Alei Gwiazd, a także został odznaczony Texas Medal of Arts.